# 玉兔文具
玉兔文具工廠股份有限公司，簡稱玉兔文具，是一所台湾的文具厂，於宜蘭縣五結鄉设有玉兔铅笔学校。

## 歷史
- 西元1947年（民國36年）：4月1日，來自上海的唐家三兄弟在台北市創辦玉兔文具。
- 西元1951年（民國40年）：以打字蠟紙、複寫紙起家。
- 西元1953年（民國42年）：開始製造大頭針、迴紋針，並於台北市景美設廠。
- 西元1964年（民國53年）：開始生產鉛筆。
- 西元1966年（民國55年）：國產第一支原子筆上市 → 黃桿藍帽F220原子筆。
- 西元1971年（民國60年）：台北市景美廠不敷需求，遷廠至桃園縣八德廠與宜蘭縣羅東廠，八德廠主要負責生產五金、複寫紙及印刷用周邊產品，羅東廠則負責生產文具用品。
- 西元1971年（民國60年）：為就近取用太平山林場的木材，於宜蘭縣五結鄉設廠，迄今仍維持原有的工廠樣貌，廠區內保留著許多珍貴的設備與文物。
- 西元2008年（民國98年）：於羅東廠成立觀光化工廠:玉兔鉛筆學校，分享玉兔文具的製筆文化，讓大家認識 最熟悉的陌生人---鉛筆

## 主要類別產品
鉛筆、繪畫筆、繪畫顏料、文具儀器、繪圖儀器、文書夾、訂書針、工業針、迴紋針、大頭針、印刷油墨

## 特色產品
- 玉兔鉛筆（六角黃桿紅皮頭 88鉛筆）：
  - 1964年開始發售，

- 玉兔原子筆（黃桿藍帽 F220）：
  - 1966年開始發售，筆芯的筆尖由黃銅製成，滑珠由碳化鎢製成，筆桿由塑膠製成。

## 外部連結
- （繁體中文）玉兔鉛筆 （页面存档备份，存于）